# Timecop
Timecop és una pel·lícula de ciència-ficció d'acció estatunidenca del 1994 dirigida per Peter Hyams i coescrita per Mike Richardson i Mark Verheiden. Richardson també va exercir de productor executiu. La pel·lícula està basada en Timecop, una història creada per Richardson, escrita per Verheiden, i dibuixada per Ron Randall, que va aparèixer publicada per Dark Horse Comics. És la primera entrega de la franquícia Timecop.
La pel·lícula és protagonitzada per Jean-Claude Van Damme com a Max Walker, un agent de policia el 1994 i més tard agent federal dels Estats Units el 2004, quan el viatge en el temps ha estat possible. També protagonitza Ron Silver com a polític corrupte i Mia Sara com a Melissa Walker, la dona de l'agent. La història segueix la vida d'en Walker mentre lluita contra el crim dels viatges en el temps i investiga els plans del polític.
Timecop segueix sent la pel·lícula més taquillera de Van Damme com a actor principal (la segona a trencar la barrera dels 100 milions de dòlars a tot el món). Tot i que va rebre crítiques diverses, la crítica generalment la considera una de les millors pel·lícules de Van Damme.

## Argument
El 1863 a Gainesville (Geòrgia), un viatger del temps amb pistoles metralladores modernes equipades amb punt làser mata cinc soldats de l'Exèrcit dels Estats Confederats i roba el seu enviament d'or.
El 1994, el Departament de Justícia envia George Spota al Comitè d'Adreces del Senat per a l'aprovació d'un projecte secret: l'establiment de la Comissió d'Aplicació del Temps (TEC) per vigilar la nova amenaça dels viatges en el temps. Spota els convenç que els canvis en la història ja s'estan manifestant, evidenciat pels enviaments de tràfic d'armes pagats en lingots d'or robats de la Confederació. El senador Aaron McComb s'ofereix per presidir el comitè de supervisió i Eugene Matuzak és nomenat com a primer comissari del TEC. Oficial de policia de DC Metro Max Walker considera acceptar una posició al TEC. En marxar de casa, ell i la seva dona Melissa són atacats per agressors desconeguts. Walker queda per mort quan la casa explota, matant Melissa.
Deu anys més tard, Walker és un agent veterà del TEC, i és enviat de nou a l'octubre de 1929 per evitar que el seu antic soci Lyle Atwood es beneficiï del crac del 29. Atwood admet treballar per al senador McComb, que està abusant de la seva supervisió de la tecnologia dels viatges en el temps per recaptar fons per a la seva propera campanya presidencial. Tement que McComb l'esborri de la història, Atwood salta a la seva mort, però Walker l'atrapa a mig salt i els torna al 2004. Negant-se a declarar, Atwood és condemnat a mort i retornat al 1929 per completar la seva caiguda fatal. Walker i Matuzak coincideixen que McComb és un criminal, però necessiten proves sòlides.
Després de sobreviure a una emboscada dels secuaces de McComb, a Walker se li assigna una nova parella, la novata TEC Sarah Fielding. Els envien al 1994 per investigar McComb i són testimonis d'un desacord amb el seu soci comercial Jack Parker sobre la fabricació d'un nou xip d'ordinador. McComb els interromp des de l'any 2004, que li informa al seu jo més jove que el xip serà molt rendible. El McComb gran adverteix al seu jo més jove que no s'han de tocar perquè la mateixa matèria no pot ocupar el mateix espai, i després mata a Parker. Fielding es gira a Walker, revelant que treballa per a McComb. Després d'un tiroteig amb els secuaces de McComb, Fielding és ferit i Walker escapa al 2004.
En arribar a un futur alterat on McComb és un ric líder presidencial i ha tancat el TEC, Walker apel·la a Matuzak, que no té coneixement dels canvis de la història. S'adonen que el prototip original de la màquina del temps mai es va desmuntar i que McComb hi té accés, cosa que li permet neutralitzar el TEC. Matuzak envia a Walker al passat per restaurar la història, i els agents de l'ara corrupte TEC li disparen.
L'any 1994, Walker troba Fielding a l'hospital. Accepta testificar contra McComb, però és assassinada a la seva habitació. A l'hospital, Walker troba un registre d'una visita recent de Melissa, descobrint que estava embarassada. Adonant-se que serà assassinada aquella nit, ell la troba i es revela que és del futur, i ella accepta assegurar-se que el seu jo més jove es quedi a casa.
Aquella nit, el Walker més jove és atacat com abans pels homes de McComb, però sense saber-ho és ajudat per ell mateix. McComb del 2004 pren Melissa com a ostatge i s'enfronta al Walker més gran amb la bomba que farà explotar la casa, sabent que morirà en l'explosió següent, però satisfet que el seu jo més jove es convertirà en president amb Walker desaparegut. Tanmateix, Walker revela que ha atret el jove McComb a la casa; els uneix i els dos McComb es fusionen en una massa retorçada i cridant abans de desaparèixer de l'existència. El Walker més gran s'escapa amb Melissa mentre la bomba explota, deixant-la al costat del seu jo inconscient i tornant al futur.
L'any 2004, Walker troba que el futur ha canviat una vegada més: Matuzak i Fielding estan vius amb el TEC amb tota la seva força, mentre que el senador McComb va desaparèixer el 1994. Walker torna a casa per trobar la Melissa viva i esperant-lo, ara amb el seu fill petit.

## Repartiment
- Jean-Claude Van Damme com a agent Max Walker
- Mia Sara com a Melissa Walker
- Ron Silver com el senador Aaron McComb
- Bruce McGill com el comandant Eugene Matuzak
- Gloria Reuben com a agent Sarah Fielding
- Scott Bellis com a Ricky
- Jason Schombing com a agent Lyle Atwood
- Scott Lawrence com a George Spota
- Kenneth Welsh com el senador Utley
- Brad Loree com a Reyes
- Kevin McNulty com a Jack Parker
- Gabrielle Rose com a jutge Marshall
- Callum Keith Rennie com a estrany
- Steven Lambert com a Lansing
- Richard Faraci com a Cole
- Veena Sood com a infermera

## Producció
Mike Richardson va escriure una història de tres parts titulada "Time Cop: A Man Out of Time" que es va incloure en el llançament de la sèrie d'antologia Dark Horse Comics el 1992. Richardson va desenvolupar la història, mentre que el còmic va ser escrit per Mark Verheiden i dibuixat per Ron Randall. El còmic explicava la història de Max Walker, un agent de la Comissió d'Execució del Temps, la dona del qual es dona a entendre que està morta (tot i que se’n desconeixen les circumstàncies). Max persegueix un viatger il·legal en el temps que robava una mina de diamants de Sud-àfrica als anys trenta. Després de capturar el lladre i tornar al temps present, Walker s'adona que la línia de temps ha estat danyada perquè el guardaespatlles robòtic del criminal es va mantenir en el passat i encara estava actiu. Walker torna a la dècada de 1930 i derrota el robot amb l'ajuda d'un local a qui recompensa amb un diamant. Tornant a casa, la línia de temps es restaura en gran part, però els lectors veuen que el local es va convertir en un líder polític que va ajudar a acabar amb l'apartheid.
Richardson i Verheiden es van unir per escriure el guió de l'adaptació de la pel·lícula.
| « | Des del principi no estava gens previst que faria dues pel·lícules amb Jean-Claude Van Damme. Em van acostar per fer Timecop, i em van encantar els auspicis. (Productor) Larry Gordon hi va participar; Moshe Diamant va ser un productor fantàstic; Sam Raimi va participar... Va ser una història molt intel·ligent, i vaig pensar que era una oportunitat per fer la millor pel·lícula que Van Damme ha fet mai. Vaig dir que sí i ho vam aconseguir, i estava clar que seria un èxit ... Encara és el seu major èxit. Així que l'Universal i el Moshe Diamant van voler tornar a equipar-nos el més aviat possible, així que van muntar Sudden Death. Mai no hi va haver cap dubte que només faríem Timecop 2. Mai no hauria acceptat això. L'últim que vols fer és repetir-te. Això seria horrible. | » |

## Música
La partitura musical de Timecop va ser composta per Mark Isham i dirigida per Ken Kugler.

### Banda sonora
Llistat de pistes
1. "Time Cop" – 2:20
2. "Melissa" – 2:41
3. "Blow Up" – 2:12
4. "Lasers and Tasers" – 4:23
5. "Polaroid" – 6:10
6. "Rooftop" – 6:16
7. "C4" – 2:37
8. "Rescue and Return" – 3:22

## Estrena

### Mitjans domèstics
Timecop es va publicar per primera vegada a VHS el 21 de febrer de 1995, LaserDisc el 28 de febrer de 1995, i posteriorment publicada en DVD el 20 de gener de 1998. Els extres del DVD inclouen notes de producció, un tràiler cinematogràfic i notes sobre el repartiment i la tripulació.
El 2010, els drets de la pel·lícula havien tornat a la successora de Largo, InterMedia, i la distribució es va canviar a Warner Home Video. El 14 de setembre de 2010 es va publicar un Blu-ray de la pel·lícula com a doble sessió tant per a aquesta com per a Bloodsport de Warner Home Video el 14 de setembre de 2010, que té la versió completa sense tallar de 98 minuts. en pantalla ampla 2.35:1, però sense funcions addicionals.

## Recepció

### Taquilla
Timecop es va estrenar als Estats Units el 16 de setembre de 1994, on va arribar al primer lloc amb 12.064.625 $ de 2.228 sales i una mitjana de 5.415 $ per sala. En la seva segona setmana, va tornar a ocupar el primer lloc amb 8.176.615 dòlars. Va acabar la seva carrera amb 45 milions de dòlars als EUA. En altres territoris, va recaptar uns 57 milions de dòlars, amb un total brut mundial de 101 milions de dòlars. Això la converteix en la pel·lícula més taquillera de Van Damme en la qual va interpretar el paper principal, i la segona en guanyar més de 100 milions de dòlars en total (després de Soldat universal).

### Resposta crítica
A Rotten Tomatoes, la pel·lícula té una puntuació del 42% basada en 45 ressenyes, amb una valoració mitjana de 5,2/10. El consens del lloc és: "No és Terminator, però per a aquells que estiguin disposats a suspendre la incredulitat i el pensament racional, Timecop ofereix recompenses limitades d'acció de ciència-ficció." A Metacritic, té una puntuació del 48% basada en les ressenyes de 17 crítics, que indica "crítiques mixtes o mitjanes". El públic enquestat per CinemaScore va donar a la pel·lícula una nota mitjana de "B+" en una escala d'A+ a F.
Les crítiques eren mitxes a Timecop, citant els seus diferents forats i inconsistències argumentals. Roger Ebert va anomenar Timecop un Terminator de lloguer baix. Richard Harrington de The Washington Post va dir: "Per una vegada, l'accent de Van Damme és més fàcil d'entendre que l'argument." David Richards de The New York Times va desqualifivar les pel·lícules d'actuació i anteriors de Van Damme, però va anomenar Timecop "el seu esforç més elegant fins ara".
La pel·lícula va ser a la llista de "Pel·lícules subestimades" d’Entertainment Weekly el novembre de 2010, sobretot per l'actuació de Van Damme.

## Novel·lació
El setembre de 1994, l'autor S.D. Perry va ser publicat per Penguin.

## Seqüela i franquícia
La pel·lícula va ser seguida per una sèrie de televisió del mateix nom, que va durar nou episodis el 1997 a ABC. Fou protagonitzada per T.W. King com a Jack Logan i Cristi Conaway com a Claire Hemmings.
Una seqüela directa a DVD, Timecop 2: The Berlin Decision, es va estrenar el 2003, protagonitzada per Jason Scott Lee i Thomas Ian Griffith, i dirigida per Steve Boyum. L'any 2010, Universal Pictures va anunciar un remake de la pel·lícula, que seria escrit per Mark i Brian Gunn, però no es va fer mai.
La pel·lícula, que originalment estava basada en un còmic, es va adaptar a una sèrie de còmics de dos números amb el mateix nom. Un videojoc basat en la pel·lícula va ser desenvolupat per Cryo Interactive i llançat al SNES el 1995.